# Hotel Sisimiut
Hotel Sisimiut er et hotel beliggende på Aqqusinersuaq 86, i den nordøstlige udkant af Sisimiut , Grønland. Det bruges regelmæssigt til konferencer og indeholder en af de mest bemærkelsesværdige restauranter i byen, Restaurant Nasaasaaq og Bar Aaveq.

## links
officiel hjemmeside